# Amoxoyahutl
Amoxoyahutl är en ort i Mexiko.   Den ligger i kommunen Platón Sánchez och delstaten Veracruz, i den sydöstra delen av landet, 220 km norr om huvudstaden Mexico City. Amoxoyahutl ligger 58 meter över havet och antalet invånare är 168.
Terrängen runt Amoxoyahutl är lite kuperad. Runt Amoxoyahutl är det ganska tätbefolkat, med 108 invånare per kvadratkilometer. Närmaste större samhälle är Huejutla de Reyes, 18,6 km söder om Amoxoyahutl. Trakten runt Amoxoyahutl består till största delen av jordbruksmark.